# Micaela Levaggi
Micaela Levaggi (12 agosto 1998) è una mezzofondista argentina, detentrice del record nazionale dei 1500 metri piani con il tempo di 4'10"92.

## Biografia
La sua prima esperienza a un campionato internazionale risale al 2013, quando prende parte ai campionati sudamericani juniores (under 20), classificandosi quarta negli 800 metri piani. L'anno successivo partecipa ai Giochi olimpici giovanili di Nanchino dove raggiunge la finale 2 dei 1500 metri piani e si ferma alle batterie di qualificazione della staffetta 8×100 metri mista; ai campionati sudamericani under 18 di Cali 2014 conquista invece la medaglia d'argento nei 1500 metri piani.
Nel 2017 è medaglia d'oro nei 3000 metri piani ai campionati sudamericani under 20, dove conquista anche la medaglia di bronzo nella staffetta 4×400 metri. Lo stesso anno partecipa anche ai campionati panamericani under 20, classificandosi quarta e settima rispettivamente nei 3000 e 1500 metri piani.
Nel 2018, dopo aver ottenuto il suo primo titolo di campionessa argentina assoluta dei 1500 metri piani, arriva la sua prima medaglia a una manifestazione di livello internazionale per le categorie assolute: ai Giochi sudamericani di Cochabamba è infatti medaglia di bronzo nei 1500 metri piani. Ai campionati ibero-americani di Trujillo 2018 si classifica quinta nei 1500 metri piani e settima nei 3000 metri piani, mentre un mese dopo è medaglia d'oro nei 1500 metri piani ai campionati sudamericani under 23, dove compete anche nei 5000 metri piani, senza però riuscire a portare a termine la gara.
Dopo essersi classificata sesta nel 2021 nella gara dei 1500 metri piani ai campionati sudamericani di Guayaquil, si piazza settima nei 5000 metri piani ai campionati ibero-americani di La Nucia 2022 e quarta sulla stessa distanza ai Giochi sudamericani di Asunción che si tengono lo stesso anno.
Nel 2025 prende parte ai campionati sudamericani di atletica leggera di Mar del Plata, rientrando con al collo la medaglia d'oro dei 1500 metri piani e la medaglia d'argento dei 3000 metri siepi.

## Record nazionali
- 1500 metri piani: 4'10"92 ( Ordizia, 5 luglio 2025)

## Progressione

### 800 metri piani
| Stagione | Tempo   | Luogo                  | Data       | Rank. Mond. |
| -------- | ------- | ---------------------- | ---------- | ----------- |
| 2021     | 2'12"25 | Concepción del Uruguay | 11-4-2021  |             |
| 2018     | 2'12"68 | Mar del Plata          | 7-4-2018   |             |
| 2017     | 2'15"57 | Buenos Aires           | 30-3-2017  |             |
| 2016     | 2'14"93 | Mar del Plata          | 10-4-2016  |             |
| 2015     | 2'18"98 | Buenos Aires           | 17-5-2015  |             |
| 2014     | 2'16"94 | San Carlos             | 6-4-2014   |             |
| 2013     | 2'17"28 | Chaco                  | 20-10-2013 |             |

### 1500 metri piani
| Stagione | Tempo   | Luogo                  | Data       | Rank. Mond. |
| -------- | ------- | ---------------------- | ---------- | ----------- |
| 2025     | 4'10"92 | Ordizia                | 5-7-2025   |             |
| 2024     | 4'25"97 | Mar del Plata          | 5-10-2024  |             |
| 2023     | 4'28"72 | Buenos Aires           | 14-10-2023 |             |
| 2022     | 4'20"16 | Mar del Plata          | 24-9-2022  |             |
| 2021     | 4'25"64 | Guayaquil              | 29-5-2021  |             |
| 2021     | 4'25"64 | Concepción del Uruguay | 9-4-2021   |             |
| 2019     | 4'28"04 | Concepción del Uruguay | 28-4-2019  |             |
| 2018     | 4'18"68 | Castellón de la Plana  | 26-6-2018  |             |
| 2017     | 4'34"37 | Trujillo               | 23-7-2017  |             |
| 2016     | 4'36"39 | Mar del Plata          | 9-4-2016   |             |
| 2015     | 4'37"20 | Cali                   | 30-5-2015  |             |
| 2014     | 4'31"01 | Cali                   | 17-5-2014  |             |
| 2013     | 4'49"65 | Buenos Aires           | 18-5-2013  |             |
| 2012     | 4'59"78 | Rosario                | 15-9-2012  |             |

### 3000 metri piani
| Stagione | Tempo    | Luogo                  | Data      | Rank. Mond. |
| -------- | -------- | ---------------------- | --------- | ----------- |
| 2025     | 10'28"68 | Mar del Plata          | 22-3-2025 |             |
| 2023     | 9'23"18  | Mar del Plata          | 1-10-2023 |             |
| 2022     | 9'27"92  | Mar del Plata          | 16-4-2022 |             |
| 2021     | 9'42"68  | Mar del Plata          | 8-5-2021  |             |
| 2018     | 9'20"93  | Concepción del Uruguay | 24-3-2018 |             |
| 2017     | 9'38"80  | Trujillo               | 21-7-2017 |             |
| 2016     | 9'57"84  | Montevideo             | 3-4-2016  |             |

### 5000 metri piani
| Stagione | Tempo      | Luogo         | Data       | Rank. Mond. |
| -------- | ---------- | ------------- | ---------- | ----------- |
| 2025     | 15'52"9(m) | Mar del Plata | 8-2-2025   |             |
| 2023     | 16'33"80   | Buenos Aires  | 15-10-2023 |             |
| 2022     | 15'49"90   | Asunción      | 14-10-2022 |             |
| 2021     | 16'48"67   | Mar del Plata | 20-11-2021 |             |
| 2018     | 16'29"11   | Santa Cruz    | 11-5-2018  |             |
| 2017     | 17'50"77   | Mar del Plata | 8-10-2017  |             |

### 10 km
| Stagione | Tempo  | Luogo         | Data       | Rank. Mond. |
| -------- | ------ | ------------- | ---------- | ----------- |
| 2023     | 37'31" | San Isidro    | 5-11-2023  |             |
| 2021     | 34'51" | Mar del Plata | 28-11-2021 |             |
| 2017     | 36'52" | Mar del Plata | 19-11-2017 |             |
| 2015     | 36'45" | Mar del Plata | 29-11-2015 |             |

### Mezza maratona
| Stagione | Tempo    | Luogo         | Data      | Rank. Mond. |
| -------- | -------- | ------------- | --------- | ----------- |
| 2024     | 1h13'37" | Buenos Aires  | 25-8-2024 |             |
| 2022     | 1h17'30" | Mar del Plata | 6-11-2022 |             |

### 3000 metri siepi
| Stagione | Tempo   | Luogo         | Data      | Rank. Mond. |
| -------- | ------- | ------------- | --------- | ----------- |
| 2025     | 9'42"09 | Mar del Plata | 26-4-2025 |             |

## Palmarès
| Anno | Manifestazione                   | Sede          | Evento                  | Risultato | Prestazione | Note |
| ---- | -------------------------------- | ------------- | ----------------------- | --------- | ----------- | ---- |
| 2013 | Campionati sudamericani juniores | Chaco         | 800 m piani             | 4ª        | 2'17"28     |      |
| 2014 | Giochi olimpici giovanili        | Nanchino      | 1500 m piani            | Finale 2  | 4'36"72     |      |
| 2014 | Giochi olimpici giovanili        | Nanchino      | Staffetta 8×100 m mista | Batteria  | 1'45"98     |      |
| 2014 | Campionati sudamericani under 18 | Cali          | 1500 m piani            | Argento   | 4'44"61     |      |
| 2017 | Campionati sudamericani under 20 | Leonora       | 3000 m piani            | Oro       | 9'58"15     |      |
| 2017 | Campionati sudamericani under 20 | Leonora       | Staffetta 4×400 m       | Bronzo    | 4'13"57     |      |
| 2017 | Campionati panamericani under 20 | Trujillo      | 1500 m piani            | 7ª        | 4'34"37     |      |
| 2017 | Campionati panamericani under 20 | Trujillo      | 3000 m piani            | 4ª        | 9'38"80     |      |
| 2018 | Giochi sudamericani              | Cochabamba    | 1500 m piani            | Bronzo    | 4'30"88     |      |
| 2018 | Campionati ibero-americani       | Trujillo      | 1500 m piani            | 5ª        | 4'26"20     |      |
| 2018 | Campionati ibero-americani       | Trujillo      | 3000 m piani            | 7ª        | 9'26"14     |      |
| 2018 | Campionati sudamericani under 23 | Cuenca        | 1500 m piani            | Oro       | 4'31"60     |      |
| 2018 | Campionati sudamericani under 23 | Cuenca        | 5000 m piani            | Finale    | dnf         |      |
| 2021 | Campionati sudamericani          | Guayaquil     | 1500 m piani            | 6ª        | 4'25"46     |      |
| 2022 | Campionati ibero-americani       | La Nucia      | 5000 m piani            | 7ª        | 16'17"60    |      |
| 2022 | Giochi sudamericani              | Asunción      | 5000 m piani            | 4ª        | 15'49"90    |      |
| 2025 | Campionati sudamericani          | Mar del Plata | 1500 m piani            | Oro       | 4'25"99     |      |
| 2025 | Campionati sudamericani          | Mar del Plata | 3000 m siepi            | Argento   | 9'42"09     |      |

## Campionati nazionali
- 2 volte campionessa argentina assoluta dei 1500 m piani (2018, 2025)
- 1 volta campionessa argentina assoluta dei 5000 m piani (2025)
- 1 volta campionessa argentina under 23 degli 800 metri piani (2016)
- 3 volte campionessa argentina under 23 dei 1500 metri piani (2016, 2017, 2018)
- 1 volta campionessa argentina under 23 dei 5000 metri piani (2017)
- 1 volta campionessa argentina under 20 dei 1500 metri piani (2017)
- 1 volta campionessa argentina under 20 dei 3000 metri piani (2017)
- 1 volta campionessa argentina under 20 dei 1500 metri piani (2013)

2012
- Bronzo ai campionati argentini under 18, 1500 m piani - 4'59"78

2013
- Oro ai campionati argentini under 20, 1500 m piani - 4'49"73

2014
- Bronzo ai campionati argentini assoluti, 800 m piani - 2'18"25
- 4ª ai campionati argentini assoluti, 1500 m piani - 4'46"60
- Argento ai campionati argentini under 23, 800 m piani - 2'12"21
- Argento ai campionati argentini under 18, 1500 m piani - 4'46"57

2015
- 5ª ai campionati argentini assoluti, 1500 m piani - 4'48"35

2016
- Oro ai campionati argentini under 23, 800 m piani - 2'17"14
- Oro ai campionati argentini under 23, 1500 m piani - 4'48"01

2017
- Oro ai campionati argentini under 20, 1500 m piani - 4'36"88
- Oro ai campionati argentini under 20, 3000 m piani - 10'04"14
- 4ª ai campionati argentini assoluti, 1500 m piani - 4'39"70
- Oro ai campionati argentini under 23, 1500 m piani - 4'44"46
- Oro ai campionati argentini under 23, 5000 m piani - 17'55"87

2018
- Oro ai campionati argentini assoluti, 1500 m piani - 4'23"75
- Oro ai campionati argentini under 23, 1500 m piani - 4'29"89

2019
- 5ª ai campionati argentini assoluti, 1500 m piani - 4'28"04

2021
- 6ª ai campionati argentini assoluti, 800 m piani - 2'12"25
- Bronzo ai campionati argentini assoluti, 1500 m piani - 4'25"64

2022
- Bronzo ai campionati argentini assoluti, 5000 m piani - 16'07"77
- Argento ai campionati argentini di corsa campestre, 10 km - 37'28"

2023
- 8ª ai campionati argentini dei 10 km su strada - 37'31"

2024
- 11ª ai campionati argentini di mezza maratona - 1h13'37"

2025
- Oro ai campionati argentini assoluti, 1500 m piani - 4'14"56
- Oro ai campionati argentini assoluti, 5000 m piani - 16'14"57